# Contratto in economia
Un contratto in economia è un contratto con il quale il committente paga il fornitore in base al lavoro realmente eseguito, fissato il prezzo o tariffa unitaria (tempo o parametro quantitativo). Il tempo può essere espresso in ore o giornate, un parametro fisico può essere: Kg, mq, ore/giorni, pezzo, pasto, pagina, ticket, pratica e tantissimi altri, a seconda del prodotto o servizio.
In pratica, dire "in economia" equivale a dire a consuntivo perché, a parte il prezzo o tariffa unitaria, non si è fissato preventivamente il "quanto" che l'opera o servizio richiede. Pertanto, l'importo complessivo è determinato una volta prodotta/consegnata la merce o erogato il servizio (anche parzialmente oppure all'interno di un contratto di durata) o ad un livello di SAL dell'opera concordato tra fornitore e cliente.
In sostanza si parte da un progetto ma si è coinvolti solo per parte delle lavorazioni, non necessariamente riferite all'intero lavoro ma solo a ciò che serve al momento, e si contabilizza solo l'attività che viene commissionata dal datore di lavoro sempre sulla base di SAL periodici. Questa è la differenza con i contratti a misura: solo parte delle lavorazioni (magari aggiuntive rispetto ad un'opera principale) vengono contabilizzate a consuntivo e spesso non si conoscono i quantitativi da principio come nel contratto a misura.
In entrambi i casi, cioè sia per i contratti in economia che per quelli a misura, la contabilità finale avviene a consuntivo. 
Nella consulenza e nei servizi professionali si usa il termine equivalente (di derivazione IT) time & material.
Il contratto in economia è l'opposto del contratto a misura.